# Astragalus erythrolepis
Astragalus erythrolepis är en ärtväxtart som beskrevs av Pierre Edmond Boissier. Astragalus erythrolepis ingår i släktet vedlar, och familjen ärtväxter. Inga underarter finns listade i Catalogue of Life.